# Cornelio Vandergoten (obraz)
Cornelio Vandergoten (hiszp. Cornelio Vandergoten) – obraz olejny dawniej uważany za dzieło hiszpańskiego malarza Francisca Goi (1746–1828), obecnie istnieją wątpliwości co do tej atrybucji i daty powstania.

## Okoliczności powstania
Cornelio Vandergoten był dyrektorem Królewskiej Manufaktury Tapiserii Santa Bárbara w Madrycie w latach 1774–1786. Goya rozpoczął wieloletnią współpracę z manufakturą w 1775, krótko po przyjeździe do Madrytu. Pod okiem swojego szwagra, Francisca Bayeu, przygotowywał wielkoformatowe olejne obrazy, na podstawie których tkano gobeliny. Relacje pomiędzy Vendergotenem i zatrudnionymi w manufakturze malarzami nie były dobre, dlatego wydaje się niezwykłe, żeby dyrektor zamówił u Goi swój portret.

## Opis obrazu
Vandergoten został przedstawiony w półpostaci. Jego sylwetka odcina się od bardzo ciemnego tła – granica pomiędzy tłem a kaftanem z czarnego aksamitu jest ledwo widoczna.  Takie przedstawienie wskazuje na inspirację Tycjanem. Światło pochodzące z lewej strony pada na twarz modela, podkreślając jego charakter. Biel kamizelki i kołnierza kontrastuje z tłem.
W lewym górnym rogu znajduje się inskrypcja Cº Vandergoten Goya 1782, która prawdopodobnie nie jest oryginalna.

## Proweniencja
Pochodzenie obrazu nie jest dobrze udokumentowane, brak informacji o nim w inwentarzu Prado z 1856. Wzmianka o obrazie pojawia się dopiero w katalogu muzeum z 1920, gdzie wspomniano, że został zakupiony od Narodowego Zgromadzenia Ikonograficznego (Junta de Iconografía Nacional) w 1881 z przeznaczeniem do Muzeum Ikonografii, po czym został zdeponowany w Prado.